# Globozidă

Structura globotriaozilceramidei (R - rest organic)

Globozidele sunt o subclasă de glicosfingolipide, având trei până la nouă molecule de glucide ca lanț lateral (sau grupă R) al ceramidei. Zaharurile sunt, de obicei, o combinație de N-acetilgalactozamină, D-glucoză sau D-galactoză. O caracteristică a globozidelor este faptul că glucidele structurale constau din unități glucoză-galactoză-galactoză (Ceramidă-βGlc4-1βGal4-1αGal), ca în cazul celei mai de bază globozide, globotriaozilceramida (Gb3), cunoscută și sub numele de antigen-pk.